# 역습
역습(逆襲, counterattack, 카운터어택) 또는 반격이란 방어적 공격기동의 일종으로, 적에게 공격당하는 와중 적절한 시점을 노려 기습적으로 적을 공격해 공격해오는 적을 격멸하거나 잃었던 구역을 되찾는 것을 그 목적으로 한다.
공격에 대응하여 사용하는 전술로, 카운트어택(countattack)은 "워 게임"에서 유래된 용어이다. 일반적인 목표는 공격 중에 적이 얻은 이점을 무효화하거나 방해하는 반면, 특정 목표는 일반적으로 잃어버린 땅을 되찾거나 공격하는 적을 파괴하는 것이다. (상대 스포츠 팀 또는 군대의 형태를 취할 수 있음)
반격은 한쪽이 적의 공격을 성공적으로 방어하고 자체 공격으로 적을 밀어내기 시작할 때 발생하는 군사 전술이다. 반격을 성공적으로 수행하기 위해서는 방어측이 적에게 충격과 압도를 목적으로 방어 후 신속하고 단호하게 적을 공격해야 한다. 반격의 주요 개념은 적을 기습하는 것이다. 많은 역사적인 반격은 적군이 방심하고 반격을 예상하지 않았기 때문에 성공했다.